# Abshot
Abshot – wieś w Anglii, w hrabstwie Hampshire, w dystrykcie Fareham. Leży 26 km na południe od miasta Winchester i 109 km na południowy zachód od Londynu.